# Șerban Marinescu
Șerban Marinescu (n. 27 mai 1956, Pitești, județul Argeș) este un regizor român.

## Filmografie

### Regizor
- Pădurea nebună (1982) - regizor secund
- Misterele Bucureștilor (1983) - regizor secund
- Moara lui Călifar (1984)
- Domnișoara Aurica (1985)
- Cei care plătesc cu viața (1989)
- Cel mai iubit dintre pămînteni (1993)
- Turnul din Pisa (2002)
- Magnatul (2004)
- Ticăloșii (2007)
- Tanti (2010)
- Regele scamator (2010) - documentar
- Kakaia Freedom? Eta Carnaval
- Doar cu buletinul la Paris (2015)

### Scenarist
- Cei care plătesc cu viața (1989)
- Cel mai iubit dintre pămînteni (1993)
- Ticăloșii (2007)

## Premii și distincții
Președintele României Ion Iliescu i-a conferit lui Șerban Marinescu la 10 decembrie 2004 Ordinul Meritul Cultural în grad de Cavaler, Categoria D - "Arta Spectacolului", „pentru contribuțiile deosebite în activitatea artistică și culturală din țara noastră, pentru promovarea civilizației și istoriei românești”. 